# Friedrich Adolf Wandersleb

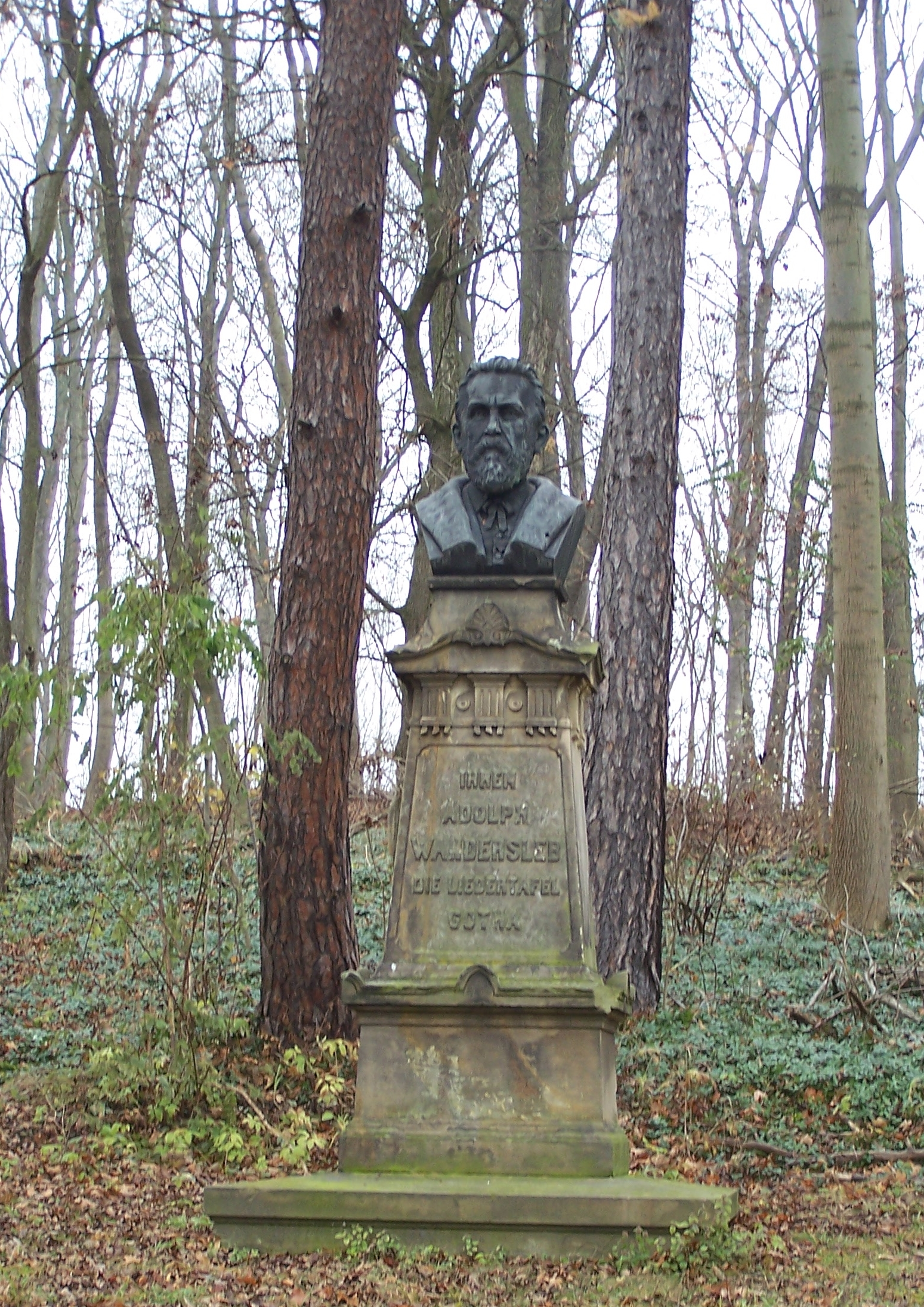
Denkmal für Wandersleb am Krahnberg in Gotha

Johann Christian Friedrich Adolf Wandersleb (* 8. Januar 1810 in Werningshausen; † 21. Oktober 1884 in Gotha) war ein Komponist, Chorleiter, Herzoglicher Musikdirektor am Hof in Gotha und „Der Vater der Thüringer Sänger und Gesangsfeste“.

## Leben
Wandersleb wurde als Sohn eines Organisten und Lehrers geboren und erhielt seine Ausbildung am Herzog-Ernst-Lehrerseminar in Gotha. Mit 28 Jahren wurde er als Gesangslehrer an die Stadtschule in Gotha berufen. Von 1838 bis 1882 bekleidete er das Amt des Chorleiters der 1837 gegründeten „Gothaer Liedertafel“, des bedeutendsten und größten Gothaer Gesangvereins. Einer der Höhepunkte seiner beruflichen Laufbahn war die Leitung des 3. Thüringer Sängerfestes im Jahre 1845 während des Besuches der 26-jährigen Königin Viktoria von England und der herzoglichen Familie. Es folgte die Ernennung zum „Herzoglichen Musikdirektor“. Wandersleb schrieb die Opern „Die Bergknappen“ und „Lanval“ sowie viele Lieder und Chorkompositionen. Auch für die großen Treffen des Sängerbundes komponierte er und schuf auch Klaviermusik. Unter Mitwirkung des Orchestervereins führte er seit 1871 alljährlich drei große Chorkonzerte durch. 1873 wurde im Berggarten eine Musikhalle errichtet, in der Wandersleb auch Sommerkonzerte veranstaltete. Die Gothaer Musikszene prägte Wandersleb mit der Liedertafel und anderen Orchestervereinen und Chören über 40 Jahre. Karl Kohlstock nannte ihn schließlich „Gothaer Liedervater“.

## Nachfahren
- Mit einer Enkelin des Philologen Friedrich Jakobs ging Wandersleb eine zweite Ehe ein, aus der die Tochter Luise hervorging, die sich als Cellistin[1] Ruf erwarb.

## Ehrungen
- Ein Denkmal mit Büste steht oberhalb der Gaststätte Berggarten.
- Der Herzog von Gotha ehrte Wandersleb durch Verleihung der Verdienstmedaille für Kunst und Wissenschaft und des Titels „Musikdirector“.